# High Heels (альбом CLC)
High Heels (с англ. — «Высокие каблуки») — первый японский мини-альбом (четвёртый в целом) южнокорейской гёрл-группы CLC. Был выпущен 13 апреля 2016 года лейблом Cube Entertainment. Это также первый релиз запущенном Cube Entertainment Japan.

## Предпосылки и промоушен
4 марта Cube Entertainment объявил, что CLC дебютирует в Японии 13 апреля, начиная с их зарубежного продвижения. Мини-альбом включает в себя японские версии ранее выпущенных песен «Pepe», «Curious», «First Love» и рекламный сингл «High Heels». Альбом также включает эксклюзивную версию песни Кайли Миноуг «I Should Be So Lucky». Группа провела свой 1-й японский шоукейс  только с шестью участницами, поскольку Ынбин (на тот момент конкурсантка Produce 101), не участвовала в японском промоушене группы.

## Издания
Мини-альбом доступен в двух различных изданиях, в том числе: Тип A (CD) и тип B (CD+DVD) версия.

## Трек-лист
| №                   | Название                      | Длительность |
| ------------------- | ----------------------------- | ------------ |
| 1.                  | «First Love» (ファーストラブ) | 3:41         |
| 2.                  | «Pepe»                        | 3:18         |
| 3.                  | «Curious» (クングメ)          | 3:45         |
| 4.                  | «High Heels»                  | 3:25         |
| 5.                  | «I Should Be So Lucky»        | 3:32         |
| Общая длительность: | Общая длительность:           | 17:41        |

| №  | Название                                     | Длительность |
| -- | -------------------------------------------- | ------------ |
| 1. | «First Love» (ファーストラブ)                | 3:41         |
| 2. | «Pepe»                                       | 3:17         |
| 3. | «Curious» (クングメ)                         | 3:45         |
| 4. | «High Heels»                                 | 3:24         |
| 5. | «I Should Be So Lucky»                       | 3:32         |
| 6. | «Pepe» (Music Video; Korean Version)         | 3:30         |
| 7. | «Curious» (Music Video; Korean Version)      | 3:54         |
| 8. | «High Heels» (Music Video; Korean Version)   | 3:47         |
| 9. | «High Heels» (Music Video; Japanese Version) | 3:47         |